# ژوائو تکسیرا (بازیکن فوتبال، زاده ۱۹۹۶)
ژوائو تکسیرا (انگلیسی: João Teixeira؛ زادهٔ ۷ مهٔ ۱۹۹۶) بازیکن فوتبال اهل پرتغال است.
از باشگاه‌هایی که در آن بازی کرده‌است می‌توان به باشگاه فوتبال زیمبرو کیشیناو اشاره کرد.
وی همچنین در تیم ملی فوتبال Portugal U19 بازی کرده‌است.